# Maggie Thompson
Pour les articles homonymes, voir Thomson.
Margaret Thompson, dite Maggie Thompson (née Margaret Curtis le 29 novembre 1942) est une personnalité du milieu de la bande dessinée américaine. Elle et son mari Don Thompson (30 octobre 1935-23 mai 1994) furent parmi les initiateurs du fandom américain de la bande dessinée en publiant de 1961 à 1968 Comic Art, l'un des premiers fanzines consacrés à la bande dessinée, puis en 1967 Newfangles, le premier fanzine consacré au fandom de la bande dessinée. Elle dirige l'hebdomadaire Comics Buyer's Guide (devenu mensuel en 2004) de 1983 à son arrêt en 2013 et a publié avec son mari puis seule plusieurs ouvrages consacrés à la bande dessinée.
En 2020, elle est élue conjointement à son époux décédé au temple de la renommée Will Eisner, le principal temple de la renommée des comics.

## Prix et récompenses

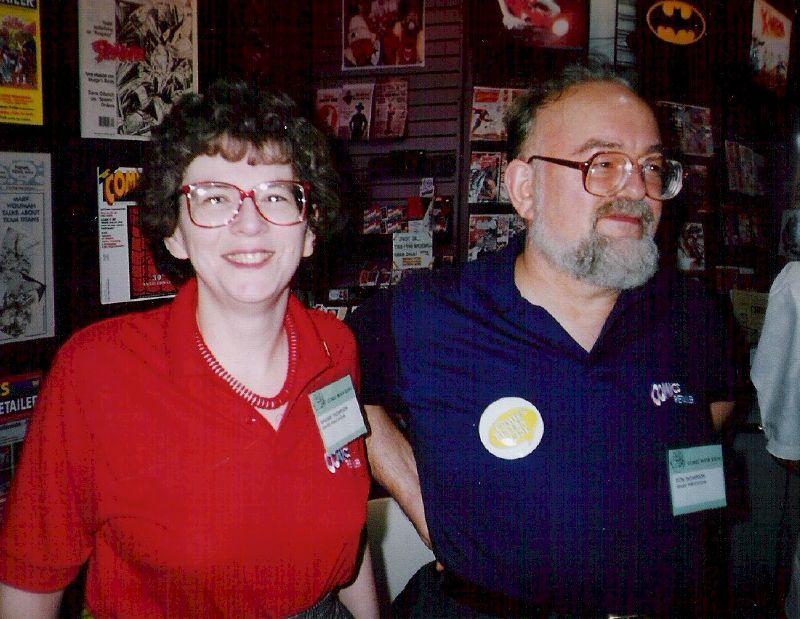
Maggie et Don Thompson en 1992.

- 1967 : Prix Alley (section fans) du meilleur fanzine de fiction et bande dessinée pour Comic Art (avec Don Thompson)
- 1976 : Prix Inkpot (avec Don Thompson)
- 1995 : Prix humanitaire Bob Clampett
- 2004 : Prix Lulu de la Femme méritante pour son travail d'éditrice
- 2020 : Temple de la renommée Will Eisner